# Sandra Eichler
Sandra Eichler Pardo (Stuttgart, Alemania) es una actriz de cine y televisión colombo-alemana. 

## Biografía
Es hija de Karl-Heinz Eichler y María Pardo, cantantes de ópera. Estudió comunicación social con énfasis en periodismo en la Universidad Javeriana en Colombia, se graduó en 1992.
Desde temprana edad, le dio prioridad a la actuación y comenzó su carrera en la opera. Al cumplir los tres años, subió por primera vez al escenario interpretando al hijo de Madame Butterfly. Con solo seis años, participó en La flauta mágica de Wolfgang Amadeus Mozart como la primera voz (Erster Knabe) y después participó en varias óperas interpretando a niños.
A los ocho años, viajó a Colombia, donde participó en varios festivales internacionales con la compañía de teatro Deutsche Bühne, interpretando roles principales. The Threepenny Opera fue uno de aquellos en el que participó con el personaje Lucy. Su carrera en televisión tomó fuerza con papeles en varias novelas, así como dramas y comedias.
Sandra Eichler se radicó en Estados Unidos en 2000. Allí participó en varias producciones de televisión, la mayoría hechas por la cadena de Telemundo y la NBC. También ejerció el periodismo y dirigió varios programas de radio y televisión.

## Filmografía
- Marido en alquiler, Telemundo/NBC, ... Alba Perkins
- Species of the Universe, Powerlunch Films,.... La Madre
- Una maid en Manhattan, Telemundo/NBC,...Alicia
- El rostro de Analía, Telemundo/NBC,...Maya
- Pecados ajenos, Telemundo/NBC,... Tina
- ¡Anita, no te rajes!, Telemundo/NBC,... Mónica
- La revancha, Fonovideo,.... Gertrudis
- Tabú, TV Cine,... Josefina
- Hechizo, Colombiana de TV,... Leila
- El manantial, JES producciones,...Teresa
- Paloma, Jorge Barón Televisión (1994)...Marcia
- La alternativa del escorpión, Cinevisión ...Daniela

## Teatro
- Juliana amante a la colombiana ... Juliana
- Este muerto lo cargo yo ... Brigitte
- Lecciones de matrimonio ... Angelika
- Todo por un trio....Caroline
- La opera de los 3 centavos ... Lucy
- Leonce & Lena....Lena

## Premios y nominaciones

### Premios TVyNovelas
| Año  | Categoría               | Telenovela o Serie | Resultado |
| ---- | ----------------------- | ------------------ | --------- |
| 1996 | Mejor actriz antagónica | El manantial       | Nominada  |